# Linda Fergaová
Linda Fergaová (nepřechýleně Linda Ferga-Khodadin) (* 24. prosince 1976) je bývalá francouzská atletka, jejíž specializací byl běh na 60 a 100 metrů překážek.

## Kariéra
Od konce 90. let 20. století se věnovala krátkým překážkovým běhům. Na těchto tratích získávala medaile na halových mistrovstvích světa i Evropy – na halovém světovém šampionátu v roce 2004 skončila třetí v běhu na 60 metrů překážek. Ještě úspěšnější byla na halových šampionátech starého kontinentu – v roce 1998 vybojovala bronzovou medaili ve skoku dalekém, v letech 2000 a 2002 se stala halovou mistryní Evropy v běhu na 60 metrů překážek.
Na olympiádě v Sydney v roce 2000 byla členkou francouzské štafety na 4 × 100 metrů, která po diskvalifikaci americké štafety získala bronzové medaile.